# Kibum
Kim Ki-bum, född 21 augusti 1987, är en koreansk sångare och skådespelare som är medlem i pojkbandsgruppen Super Junior. Han debuterade 2004 i det koreanska tv-dramat April Kiss. Trots att han debuterade som skådespelare, är han mest känd som musiker och aktör efter sin musikdebut 2005 med Super Junior.

## Uppväxt och karriär
Kibum föddes i Seoul, Sydkorea. Han har ett syskon, en yngre syster, och flera kusiner utspridda över USA. En av hans kusiner, Shin Dong-wook, är känd skådespelare och modell. Vid tio års ålder flyttade Kibum till Los Angeles, Kalifornien i USA där han studerade på Santa Monica High School.
2002 upptäcktes Kibum av en talangagent från Sydkorea och rekommenderades att gå på audition för The Starlight Casting System som organiseras av Sydkoreas största underhållningsföretag och produktionsbolag SM Entertainment. Bolaget är även skivbolag för flera av Koreas mest kända popmusiker, såsom sångerskan BoA och pojkbandet DBSK.
Kibum skrev snart kontrakt med SM Entertainment och blev officiellt deras praktikant, han blev utbildad inom områdena sång, dans, skådespel och även för att kunna agera som värd och modell. Han ägnade sig mycket åt skådespelandet och sade att han var mest intresserad av det området. Dock var det i debuten med Super Junior som han blev mest känd.